# Campionati europei di nuoto in vasca corta 2010 - 100 metri rana maschili
Le qualifiche per la semifinale si sono svolte la mattina del 25 novembre 2010, mentre la semifinale è svolta la sera dello stesso giorno. La finale si è svolta la sera del 26 novembre 2010.

## Medaglie
| Posizione | Atleta           | Paese     |
| --------- | ---------------- | --------- |
| Oro       | Fabio Scozzoli   | Italia    |
| Argento   | Hendrik Feldwehr | Germania  |
| Bronzo    | Robin van Aggele | Danimarca |

## Record
Prima della manifestazione il record del mondo (RM), il record europeo (EU) e il record dei campionati (RC) erano i seguenti.
| Record mondiale       | 55.61 | Cameron Van Den Burgh Sudafrica | 15 novembre 2009 Berlino, Germania |
| Record europeo        | 56.29 | Robin Aggele Paesi Bassi        | 11 dicembre 2009 Istanbul, Turchia |
| Record dei campionati | 56.29 | Robin Aggele Paesi Bassi        | 11 dicembre 2009 Istanbul, Turchia |

Durante la competizione non sono stati migliorati record.

## Risultati batterie
| Pos. | Atleta                 | Nazionalità | Tempo   | Batteria | Corsia | Note |
| ---- | ---------------------- | ----------- | ------- | -------- | ------ | ---- |
| 1    | Fabio Scozzoli         | Italia      | 58.06   | 3        | 4      |      |
| 2    | Igor Borysik           | Ucraina     | 58.83   | 4        | 4      |      |
| 2    | Marco Koch             | Germania    | 58.83   | 4        | 3      |      |
| 4    | Akos Molnar            | Ungheria    | 59.14   | 3        | 7      |      |
| 5    | Hendrik Feldwehr       | Germania    | 59.25   | 3        | 5      |      |
| 6    | Sergey Geybel          | Russia      | 59.27   | 5        | 5      |      |
| 7    | Nicolo Ossola          | Italia      | 59.32   | 4        | 6      |      |
| 8    | Anton Lobanov          | Russia      | 59.33   | 4        | 2      |      |
| 9    | Emil Tahirovič         | Slovenia    | 59.51   | 2        | 4      |      |
| 9    | Alexey Korolev         | Russia      | 59.51   | 4        | 1      |      |
| 9    | Edoardo Giorgetti      | Italia      | 59.51   | 4        | 5      |      |
| 12   | Hunor Mate             | Austria     | 59.54   | 5        | 3      |      |
| 13   | Giedrius Titenis       | Lituania    | 59.57   | 3        | 3      |      |
| 14   | Yaroslav Parakhin      | Ucraina     | 59.60   | 3        | 2      |      |
| 15   | Lennart Stekelenburg   | Paesi Bassi | 59.61   | 5        | 7      |      |
| 16   | Robin van Aggele       | Paesi Bassi | 59.75   | 5        | 4      |      |
| 17   | Petr Bartunek          | Rep. Ceca   | 59.93   | 3        | 6      |      |
| 18   | Laurent Carnol         | Lussemburgo | 1:00.04 | 3        | 1      |      |
| 18   | Matjaz Markic          | Slovenia    | 1:00.04 | 5        | 8      |      |
| 20   | Mel. Alvarez Caraballo | Spagna      | 1:00.47 | 5        | 6      |      |
| 21   | Edvinas Dautartas      | Lituania    | 1:00.55 | 2        | 2      |      |
| 22   | Ivan Capan             | Croazia     | 1:00.56 | 2        | 3      |      |
| 23   | Chris Christensen      | Danimarca   | 1:00.62 | 5        | 2      |      |
| 23   | Sasa Gerbec            | Croazia     | 1:00.62 | 5        | 1      |      |
| 25   | Colin Bridier          | Svizzera    | 1:00.83 | 2        | 6      |      |
| 26   | Lovro Bilonic          | Croazia     | 1:01.10 | 4        | 7      |      |
| 27   | Filipp Provorkov       | Estonia     | 1:01.18 | 3        | 8      |      |
| 28   | Robert Vovk            | Slovenia    | 1:01.23 | 2        | 5      |      |
| 29   | Daniel Vacval          | Slovacchia  | 1:01.41 | 1        | 4      |      |
| 30   | Flavio Bizzarri        | Italia      | 1:01.68 | 2        | 7      |      |
| 31   | Igor Kozlovskij        | Lituania    | 1:02.11 | 2        | 8      |      |
| 32   | William Debourges      | Francia     | 1:02.18 | 2        | 1      |      |
| 33   | Yannick Kaeser         | Svizzera    | 1:02.22 | 1        | 5      |      |
| 34   | Grega Plevelj          | Slovenia    | 1:02.39 | 4        | 8      |      |
| 35   | Hrafn Traustason       | Islanda     | 1:04.35 | 1        | 3      |      |

## Semifinali
| Pos. | Atleta               | Nazionalità | Tempo   | Batteria | Corsia | Note |
| ---- | -------------------- | ----------- | ------- | -------- | ------ | ---- |
| 1    | Fabio Scozzoli       | Italia      | 58.01   | 2        | 4      |      |
| 2    | Hendrik Feldwehr     | Germania    | 58.59   | 2        | 3      |      |
| 3    | Robin van Aggele     | Paesi Bassi | 58.62   | 1        | 1      |      |
| 4    | Igor Borysik         | Ucraina     | 58.81   | 1        | 4      |      |
| 5    | Marco Koch           | Germania    | 58.86   | 2        | 5      |      |
| 6    | Hunor Mate           | Austria     | 58.90   | 1        | 2      |      |
| 7    | Lennart Stekelenburg | Paesi Bassi | 58.93   | 2        | 1      |      |
| 8    | Anton Lobanov        | Russia      | 59.11   | 1        | 6      |      |
| 9    | Sergey Geybel        | Russia      | 59.24   | 1        | 3      |      |
| 9    | Nicolo Ossola        | Italia      | 59.24   | 2        | 6      |      |
| 11   | Yaroslav Parakhin    | Ucraina     | 59.52   | 1        | 7      |      |
| 12   | Giedrius Titenis     | Lituania    | 59.72   | 2        | 7      |      |
| 13   | Emil Tahirovič       | Slovenia    | 59.84   | 2        | 2      |      |
| 14   | Petr Bartunek        | Rep. Ceca   | 1:00.15 | 2        | 8      |      |
| 15   | Matjaz Markic        | Slovenia    | 1:00.17 | 1        | 5      |      |
| 16   | Laurent Carnol       | Lussemburgo | 1:00.19 | 1        | 8      |      |

## Finale
| Pos. | Atleta               | Nazionalità | Tempo | Corsia | Note |
| ---- | -------------------- | ----------- | ----- | ------ | ---- |
|      | Fabio Scozzoli       | Italia      | 57.78 | 4      |      |
|      | Hendrik Feldwehr     | Germania    | 58.09 | 5      |      |
|      | Robin van Aggele     | Paesi Bassi | 58.68 | 3      |      |
| 4    | Igor Borysik         | Ucraina     | 58.70 | 6      |      |
| 5    | Anton Lobanov        | Russia      | 58.71 | 8      |      |
| 6    | Lennart Stekelenburg | Paesi Bassi | 58.96 | 1      |      |
| 7    | Hunor Mate           | Austria     | 58.97 | 7      |      |
| 8    | Marco Koch           | Germania    | 59.31 | 2      |      |